# Address space layout randomization
 (décembre 2024).
L’address space layout randomization (ASLR) (« distribution aléatoire de l'espace d'adressage ») est une technique permettant de placer de façon aléatoire les zones de données dans la mémoire virtuelle. Il s’agit en général de la position du tas, de la pile et des bibliothèques. Ce procédé permet de limiter les effets des attaques de type dépassement de tampon par exemple.
Elle consiste à rendre la configuration des processus « aléatoire », en plaçant différents éléments de base à des endroits variables.
Contrairement aux autres, les systèmes utilisant l'ASLR configurent donc les processus de manière aléatoire, ce qui limite le fonctionnement des attaques se basant sur les structures fixes, connues et documentées, des processus.
Différents éléments peuvent être randomisés : la plupart des systèmes définissent par exemple des adresses de piles ou de tas aléatoires.

## Implémentation
La technique de randomisation de l'espace d'adressage a été utilisée depuis plusieurs années sur les systèmes libres tels qu'OpenBSD ou  encore Linux. L’implémentation sous Linux est supportée dans le noyau depuis la version 2.6.20 (juin 2005), bien qu’elle puisse être désactivée par l’option norandmaps. Il existe également des implémentations externes sous forme de patches telles que PaX.
L’implémentation est supportée de manière native sous Windows depuis Windows Vista (février 2007), sous Mac OS X (partiellement[précision nécessaire]) depuis le système 10.5 (Léopard) (octobre 2007) et sous iOS 4.3.